# Wereldbeker schaatsen 2016/2017 - Ploegenachtervolging mannen
De ploegenachtervolging voor mannen voor de wereldbeker schaatsen 2016/2017 stond vier keer op het programma. De eerste was op 12 november 2016 in Harbin en de laatste was in Stavanger op 11 maart 2017.
Titelverdediger was Nederland dat in seizoen 2014/2015 drie van de vier wedstrijden hadden gewonnen. Nederland won drie van de vijf wedstrijden en daarmee ook het klassement

## Podia
| Wedstrijd: | Goud:                                                                 | Tijd    | Zilver:                                                               | Tijd    | Brons:                                                    | Tijd    |
| Harbin     | Nederland Sven Kramer Patrick Roest Douwe de Vries                    | 3.45,33 | Noorwegen Sindre Henriksen Simen Spieler Nilsen Sverre Lunde Pedersen | 3.48,50 | Zuid-Korea Joo Hyung-joon Kim Min-seok Lee Seung-hoon     | 3.48,72 |
| Nagano     | Nederland Jorrit Bergsma Sven Kramer Douwe de Vries                   | 3.42,65 | Zuid-Korea Joo Hyung-joon Kim Min-seok Lee Seung-hoon                 | 3.44,38 | Nieuw-Zeeland Shane Dobbin Reyon Kay Peter Michael        | 3.45,03 |
| Astana     | Japan Shota Nakamura Ryosuke Tsuchiya Shane Williamson                | 3.44,10 | Canada Jordan Belchos Ted-Jan Bloemen Denny Morrison                  | 3.44,95 | Polen Zbigniew Bródka Konrad Niedźwiedzki Jan Szymański   | 3.45,04 |
| Heerenveen | Noorwegen Sindre Henriksen Simen Spieler Nilsen Sverre Lunde Pedersen | 3.42,43 | Nederland Jan Blokhuijsen Patrick Roest Douwe de Vries                | 3.43,04 | Italië Andrea Giovannini Michele Malfatti Nicola Tumolero | 3.43,53 |
| Stavanger  | Nederland Jorrit Bergsma Douwe de Vries Evert Hoolwerf                | 3.43,02 | Noorwegen Sindre Henriksen Simen Spieler Nilsen Sverre Lunde Pedersen | 3.43,35 | Japan Shota Nakamura Shane Williamson Ryosuke Tsuchiya    | 3.44,09 |

## Eindstand
| #      | Land             | Schaatsers                                                               | HAR | NAG | AST | HVN | SVG | Totaal |
| ------ | ---------------- | ------------------------------------------------------------------------ | --- | --- | --- | --- | --- | ------ |
| Goud   | Nederland        | Bergsma, Blokhuijsen, E. Hoolwerf, Kramer, Roest Stroetinga, D. de Vries | 100 | 100 | 0   | 80  | 150 | 430    |
| Zilver | Noorwegen        | Henriksen, Nilsen, Pedersen                                              | 80  | 45  | 45  | 100 | 120 | 390    |
| Brons  | Japan            | Nakamura, Tsuchiya, Williamson                                           | 60  | 50  | 100 | 60  | 104 | 374    |
| 4      | Italië           | Giovannini, Malfatti, Tumolero                                           | 50  | 60  | 50  | 70  | 90  | 320    |
| 5      | Canada           | Belchos, Bloemen, De Haître, Morrison                                    | 45  | 35  | 80  | 50  | 76  | 286    |
| 6      | Zuid-Korea       | Joo, Kim, Lee                                                            | 70  | 80  | 60  |     |     | 210    |
| 7      | Nieuw-Zeeland    | Dobbin, Kay, Michael                                                     | 40  | 70  | 40  | 45  |     | 195    |
| 8      | Polen            | Bródka, Niedźwiedzki, Szymański, Wielgat                                 | 25  | 30  | 70  | 40  |     | 165    |
| 9      | Rusland          | Grjaztsov, Joeskov, Semerikov, Sinitsyn, Trofimov                        | 35  | 40  | 35  | 0   |     | 110    |
| 10     | China            | Bowen, Liu, Talabuhan, Wang, Wu, Zhu                                     | 21  | 25  | 21  | 35  |     | 102    |
| 11     | Duitsland        | Beckert, Geisreiter, Hirschbichler                                       | 30  |     | 30  |     |     | 60     |
| 12     | Verenigde Staten | Mantia, Hansen, Lehman, Swider-Peltz                                     |     |     | 25  | 30  |     | 55     |

2004/2005 · 
2005/2006 · 
2006/2007 · 
2007/2008 · 
2008/2009 · 
2009/2010 · 
2010/2011 · 
2011/2012 · 
2012/2013 · 
2013/2014 · 
2014/2015 · 
2015/2016 · 
2016/2017 · 
2017/2018 · 
2018/2019 · 
2019/2020 · 
2020/2021 · 
2021/2022 · 
2022/2023 · 
2023/2024 · 
2024/2025